# اینک توپاک‌الزمان
اینک توپاک الزمان (به انگلیسی: 2pacalypse now) اولین آلبوم موسیقی توپاک، خواننده رپ است که در نوامبر ۱۹۹۱ منتشر شد.
اگرچه این آلبوم در زمان خود نسبت به سایر آلبوم‌های این رده کمتر مورد توجه قرار گرفت. توپاک در این آلبوم با متن ترانه‌هایش به عنوان یک جوان سیاه پوست در خیابان‌های آمریکا نگاهی اجمالی به مسائلی همانند خشونت پلیس در آمریکا، فقر، بارداری قبل از ازدواج نوجوانان و اعتیاد به مواد مخدر می پردازد.

## اطلاعات آلبوم
این آلبوم توسط بسیاری از هواداران و منقدان موسیقی به جهت نقل پیام‌های آرمان گرایانه و شناساندن احساسات یک جوان نسبت به مسائل اجتماعی و سیاسی جامعه دهه ۹۰ در ایالات متحده آمریکا، مورد ستایش قرار گرفته و در زمره آثار تأثیرگذار موسیقی زیر زمینی تاریخ به شمار می‌رود. بسیاری از هنرمندان برجسته موسیقی رپ در آمریکا از جمله ناس، فیفتی سنت، امینم و گیم، قوت آثار موسیقی خود را تحت تأثیرات الهام بخش این آلبوم معرفی نمودند. با وجود آن که این آلبوم در نخست متعلق به شرکت اینترسکوپ بوده و تحت حمایت آن منتشر شده اما حقوق نشر و حق تکثیر حقیقی آن متعلق به مادر توپاک شکور یعنی آفینی شکور و شرکت شخصی او یعنی آمارو می‌باشد. نام آین آلبوم برگرفته از فیلم اینک آخرالزمان، محصول سال ۱۹۷۹ می‌باشد که این فیلم در مورد جنگ ویتنام ساخته شده بود. اینک توپاک الزمان اشاره به اختلاف طبقاتی شدیدی که دن کویل در ایالات متحده به وجود آورده دارد. این آلبوم آوای اعتراضی نسبت به بی توجهی دن کویل در مورد کشته شدن و خشونت جوانان در تگزاس و سرگرمی وی با اسب سواری است. اینک آخرالتوپاک توجه دن کویل را به شدت برانگیخت و وی در مورد این آلبوم گفت:
هیچ دلیلی وجود ندارد که موسیقی ضبط شده‌ای همانند این آلبوم منتشر شود. این چنین آلبومی هیچ جایگاهی در جامعه ما ندارد. - دن کویل - معاون رئیس جمهور
آلبوم‌های بعدی توپاک بسیار بیشتر از اینک توپاک الزمان مورد توجه قرار گرفتند و فروش فوق العاده‌ای کسب نمودند چرا که از لحاظ کیفیت موسیقی در سطح بالاتری قرار داشتند اما موضوعی که شایان ذکر است آن بوده که اینک توپاک الزمان در واقع نمایشگاه سیاسی وی بود و اعتقاد راسخ شکور و استعداد ستودنی ترانه سرایی وی در این اثر همچنان قابل تحسین است. این آلبوم دارای سه تک ترانه‌است از جمله:
1. «برَندا بچه دار شده»
2. «گرفتار»
3. «اگر رفیقم صدایم کند»

اینک توپاک الزمان هم‌اکنون در ایستگاه‌های رادیویی بازی کامپیوتری اتومبیل‌دزدی بزرگ: سان آندریاس نیز قابل شنیدن و پخش است. 

## ترانه‌های آلبوم
| نام ترانه                                  | ترانه سرا | آهنگ ساز           | خواننده مشترک               | تاریخ ضبط | مدت  |
| ------------------------------------------ | --------- | ------------------ | --------------------------- | --------- | ---- |
| «مرد جوان سیاه» «Young Black Male»         | توپاک     | بیگ دی             | -                           | ۱۹۸۷      | ۲:۳۵ |
| «گرفتار» «Trapped»                         | توپاک     | آندرگرند ریل راود  | دَنک، شاک جی، ویز            | ۱۹۸۸      | ۴:۴۴ |
| «داستان یک سرباز» «Soulja's Story»         | توپاک     | بیگ دی             | -                           | ۱۹۹۰      | ۵:۰۵ |
| «من نمی‌کنم» «I Don't Give a Fuck»          | توپاک     | پی - وی            | میکی کولی، پوجو، رادنی کولی | ۱۹۹۱      | ۴:۲۰ |
| «خشن» «Violent»                            | توپاک     | راو فوژن           | دی.جی. فوز، مک مان، مانی.بی | ۱۹۸۹      | ۶:۲۵ |
| «واژه‌های دانایی» «Words of Wisdom»         | توپاک     | شاک جی             | -                           | ۱۹۹۰      | ۴:۵۴ |
| «چیزی ستمکار» «Something Wicked»           | توپاک     | جرمی               | پی.وی                       | ۱۹۹۱      | ۲:۲۸ |
| «باسن کج سیاه» «Crooked Ass Nigga»         | توپاک     | استرچ              | استات مک کورمیک             | ۱۹۸۹      | ۴:۱۷ |
| «اگر رفیقم صدایم کند» «If My Homie Calls»  | توپاک     | بیگ دی             | -                           | ۱۹۹۰      | ۴:۱۸ |
| «برَندا بچه دار شده» «Brenda's Got a Baby»  | توپاک     | آندر گرند ریل راود | دیو هالستر، رونیس           | ۱۹۸۹      | ۳:۵۵ |
| «مجنون» «Tha' Lunatic»                     | توپاک     | لایو اسکواد        | استرچ                       | ۱۹۸۹      | ۳:۲۹ |
| «شورش زیر زمین» «Rebel of the Underground» | توپاک     | شاک جی             | دی.دی، ری لوو، شاک جی، یونی | ۱۹۸۹      | ۳:۱۷ |
| «مادر پاره وقت» «Part Time Mutha»          | توپاک     | بیگ دی             | آنگلیک، پاپی                | ۱۹۹۱      | ۵:۱۳ |

## تک ترانه‌ها
| نام ترانه             | تاریخ انتشار    |
| --------------------- | --------------- |
| «برَندا بچه دار شده»   |                 |
| «گرفتار»              | ۲۵ سپتامبر ۱۹۹۱ |
| «اگر رفیقم صدایم کند» | ۱۳ فوریه ۱۹۹۲   |

## رتبه‌های آلبوم
| سال  | آلبوم             | رتبه        | رتبه                         |
| ---- | ----------------- | ----------- | ---------------------------- |
| سال  | آلبوم             | بیلبورد ۲۰۰ | جدول موسیقی آلبوم‌های هیپ هاپ |
| ۱۹۹۲ | اینک توپاک الزمان | #۳۴         | #۱۳                          |

## رتبه‌های تک ترانه‌ها
| سال  | ترانه ها                                    | رتبه                                    | رتبه                  |
| ---- | ------------------------------------------- | --------------------------------------- | --------------------- |
| سال  | ترانه ها                                    | برترین تک ترانه‌های آر اند ابی و هیپ هاپ | برترین تک ترانه‌های رپ |
| ۱۹۹۲ | «برَندا بچه دار شده» / «اگر رفیقم صدایم کند» | #۲۳                                     | #۳                    |